# Glycine arbre
Bolusanthus speciosus
Pour les articles homonymes, voir Glycine.
Genre
Espèce
Classification phylogénétique
Synonymes
- Lonchocarpus speciosus Bolus
 (basionyme)[3]

La Glycine arbre (Bolusanthus speciosus) est une espèce de plantes à fleurs de la famille des Fabaceae et de la tribu des Sophoreae. Elle est monotypique dans son genre. C'est un arbre à feuilles caduques trouvé en Afrique.

## Description
Il peut atteindre 12 m de haut et possède généralement plusieurs troncs. L'écorce est fibreuse. Les feuilles sont alternes, imparipennées et mesurent jusqu'à 30 cm de long. Les fleurs sont violettes. Le fruit est une gousse contenant 3 à 8 graines.

## Répartition
On le trouve au Mozambique, Zambie, Zimbabwe, Botswana, dans le Natal et le  Transvaal en Afrique du Sud et au Swaziland.
Il craint le gel.

## Utilisation
Il est utilisé en marqueterie pour son bois de bonne qualité et en médecine traditionnelle pour les problèmes digestifs.

## Galerie

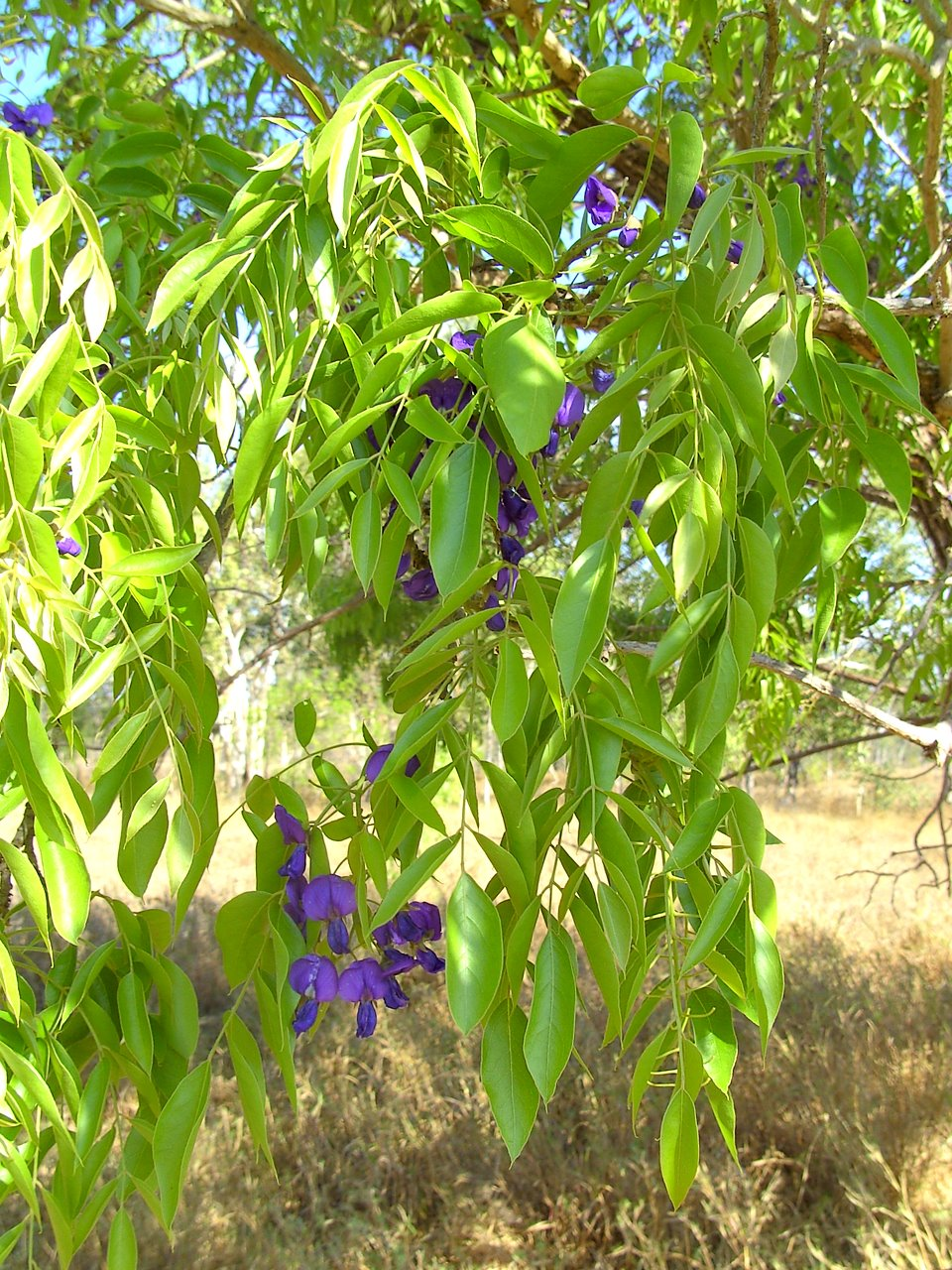
Feuilles et fleurs.
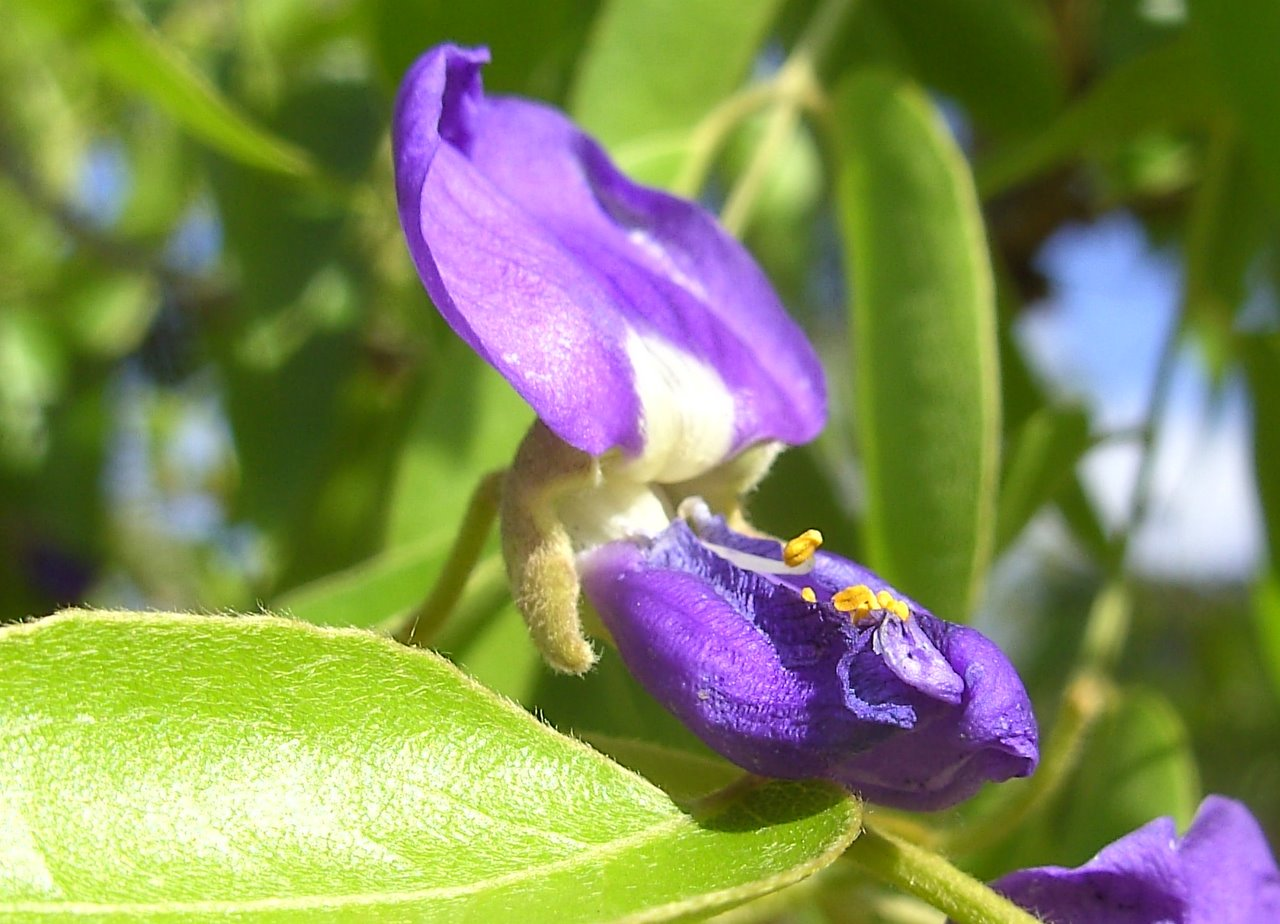
Fleur.